# Олевський Лев Борисович
Лев Борисович Олевський  (15 травня 1913, Київ — 1 січня 1991, там само) — український перекладач, актор. Нагороджений орденом Вітчизняної війни II ступеня, медалями.
Народився 15 травня 1913 року у Києві в родині службовця.
Учасник Великої Вітчизняної війни.
Навчався в Київській консерваторії. Закінчив Київський педінститут (1951).
Викладав іспанську мову в Київському державному університеті імені Т. Г. Шевченка.
Разом з Миколою Івановим вважається одними з перших перекладачів творів іспанською мовою на українську.
Л. Б. Олевський започаткував українську школу іспаністики й латиноамериканістики у Києві.

## Фільмографія
1. 1953: «Максимко», жебрак з гітарою
2. 1954: ««Богатир» йде в Марто», капітан яхти
3. 1955: «Тінь біля пірсу», полковник Рейслі/зрадник Рвалов
4. 1957: «Правда», представник Антанти
5. 1958: «Блакитна стріла», кореспондент
6. 1959: «Олекса Довбуш», пан
7. 1959: «Іванна» (Леже, автор тексту і музики пісні про Париж),
8. 1960: «Роман і Франческа», Джакомо
9. 1968: «Ця мить», фашистський офіцер
10. 1980: «Овід» (епізод)

та інші.
Був членом Спілки письменників України.